# Thelaira chrysopruinosa
Thelaira chrysopruinosa là một loài ruồi trong họ Tachinidae.